# Muddy Waters House
 (janvier 2023).
Si vous disposez d'ouvrages ou d'articles de référence ou si vous connaissez des sites web de qualité traitant du thème abordé ici, merci de compléter l'article en donnant les références utiles à sa vérifiabilité et en les liant à la section « Notes et références ».
La Muddy Waters House est une maison à Chicago, dans l'État de l'Illinois, aux États-Unis. Construite en 1891, elle a été le domicile du musicien de blues Muddy Waters pendant près de deux décennies. Elle est inscrite au Registre national des lieux historiques depuis le 23 décembre 2022.